# 本海涅
本海涅（英語：Ben Heine，1983年—）是一位著名的比利时跨界别视觉艺术家 和音乐制作人 。2010年，他的名字因创造出新的艺术形式“铅笔对相机”(Pencil Vs Camera. )而被大家知晓。他是技艺娴熟的插图画家和摄影师 创作出的众多作品广泛涉及到艺术及设计领域。 他还是新颖艺术系列的创作者比如“数码圆点”(Digital Circlism)和“人体与丙烯”(Flesh and Acrylic).
他1983年出生于象牙海岸，现生活与工作于比利时。有新闻专业学位，他的绘画，摄影 与音乐 都是自学的。自从2010年他的作品开始出现在欧洲,亚洲 及俄罗斯 的画廊与博物馆，他的作品已被世界范围内的主要报纸，杂志及书籍广泛刊登。海涅自2009年起永久停止创作政治艺术。 2012年一个关于他的创作的记录片问世。他有一个儿子和一个女儿。
海涅从2012年开始作曲与制作音乐，他还会打鼓与弹钢琴。 2013年他拥有了一家音乐工作室。他的第一部音乐专辑“声音漩涡”(Sound Spiral) 于2015年11月问世。 通过这样的职业道路, 海涅成为 三星和马自达 等著名品牌的代言人。

## 早期生平与教育
本1983出生在象牙海岸的象牙海岸的阿比让,在那里他与他的父母和三个姐妹共同渡过了生命中的最初的七年。1990年他们一家搬到比利时的布鲁塞尔。他的父亲是一位商业工程师，母亲是一名编舞和舞蹈老师. 海涅11岁开始学习画画。 在那时他就对视觉艺术产生了极大的兴趣。
1998至2006年间，海涅在不同的国家学习，包括象牙海岸，比利时，英国及荷兰。他在布鲁塞尔的Notre Dame de La Trinité上的小学。少年时期，他开始练习画画，为音乐配诗及体育运动。他先后就读于布鲁塞尔自由大学，IHECS，并于2007年获得新闻学学位。本还在 赫斯廷斯艺术与技术学院及荷兰乌特勒支应用科学大学学习艺术史，雕塑及绘画。此外他还专业学习了鼓，非洲鼓及钢琴等乐器的演奏。他的学习及对沟通的热爱让他学会了六种不同的语言有法语，英语，荷兰语，波兰语，西班牙语及俄语。
2007年到2009年，海涅为谋生做过各种工作，先在比利时的传媒公司做文案，还在布鲁塞尔的多家学校教过语言，甚至还在超市里做过收银员。除了这些工作，本总是把创作放在首位，他每天晚上都坚持画画。
对海涅来说2010是十分重要的一年，那一年，他开始创作他的主要系列作品“铅笔对相机”和“数码圆点”。 从2010年至今，海涅在世界主要的艺术品交易会，博物馆和画廊中展出了他的作品。 自2011年起他还继续发展他的音乐形式。

### 影响
海涅说他是受到了比利时的超现实主义，德国的表现主义,美国的波普艺术,和社会现实主义的影响 . 对于海涅Abduzeezo是这样说的: "他的画廊里充满了各种棒极了的东西，他可以自由的在不同的艺术方向间穿行，在每一个方向他都能创造出激动人心的作品。 海涅已经在数次采访中解释过他创作背后的理念了。

## 音乐
海涅2001年开始创造电子音乐, 写歌, 演唱并作曲。 2012年开始他在比利时拥有了一间音乐工作室。 2013年, 海涅的音乐《和你飞》(Fly With You)被载入英国DMS Mesh 1.0收藏音乐集。 从 2013 到2014, 他把主要精力放在了提高他的音乐理论水平与钢琴的练习上。2014年,海涅开始与其他的音乐人及歌手合作。
2015年, 海涅的音乐首次在莫斯科天文馆公演，并于2016年在阿尔汉格尔斯克国家博物馆，秋明美术博物馆进行他在俄罗斯的独唱音乐会的巡回演出。 本•海涅的第一个实验性音乐集《声音旋涡》(Sound Spiral)于2015年问世。 2016年3月, 他的新曲《华莎》(Warsaw), <《我是小丑》(I'm a Clown), 《爱情》(Amour)和《玩玩而已》(It's Just a Play)被维克斯音乐（Wix Music）选中并在美国德州西南偏南音乐节(SXSW music festival)上演出。

## 赞助商与画廊
自2010 到 2013年, 本•海涅与三星照相机合作并成为新摄会的第一位Imagelogger 这个项目由三星运行，为的是请全世界的摄影师测试他们的新相机。本试用了三星最新推出的NX相机和镜头及不同的Galaxy NX镜头。三星还特别为他2012年在里斯本的项目赞助了三星Note 10.1， 并赞助了他2013年在首尔惠化艺术中心(Hyehwa Art Center)举办的独唱音乐会。
In 2014, 海涅与Chromaluxe合作。 2015年, 本•海涅又与马自达合作设计了一款汽车并参加各种活动。他成为了马自达在比利时的代言人，为此他到亚特兰大和巴塞罗那为马自达进行相关宣传。
2016年, 比利时和法国的色域画廊(Colorfield Gallery),俄罗斯的Expomania，英国的艺术运动(The Art Movemen),香港的陈伟霆设计(William Chan Design),韩国的INMD，美国的马尔施泰特画廊(Mahlstedt Gallery)和iCanvas, 德国的科勒设计(Kare Design), 比利时的DCA和Begramoff画廊都展出了海涅的作品。2016年, 海涅作为比利时的影响者之一参加了由三星举办的拥有曙光(OwnTheTwilight)活动，用三星的Galaxy S7 Edge拍摄照片。